# Cyclommatus anepsius
Cyclommatus anepsius is een keversoort uit de familie vliegende herten (Lucanidae). De wetenschappelijke naam van de soort is voor het eerst geldig gepubliceerd in 1980 door De Lisle.